# Fiction e.p
「Fiction e.p」（フィクションイーピー）は、日本のバンド、sumikaの1枚目のEP（ミニ・アルバム）。2018年4月25日に発売。発売元は、Sony Records。

## 解説
メンバー片岡健太によると、2曲目「下弦の月」は（本作発売時から）3年ぐらい前、4曲目「いいのに」は6年ぐらい前のデモをそれぞれ基に作ったとインタビューで語っている。
初回限定盤付属DVDに、アルバムツアーの追加公演『sumika Film #3』のライブ映像がメンバーによるオーディオコメンタリー入りで収録。

## チャート成績
最高3位・累積売上3.0万枚。

## 収録曲
1. フィクション（3：53）[1]
  - 作詞・作曲：片岡健太　ストリングスアレンジ：CHIKA
  - フジテレビ ノイタミナ『ヲタクに恋は難しい』オープニング・テーマ
  - 富山テレビ『フルサタ!』オープニング・エンディングテーマ
2. 下弦の月（4：17）[1]
  - 作詞：片岡健太　作曲：黒田隼之介
3. ペルソナ・プロムナード（3：25）[1]
  - 作詞・作曲：片岡健太
4. いいのに（3：44）[1]
  - 作詞・作曲：片岡健太　編曲：村上基
  - J-WAVE 「WOW!TOKYO」12月キャンペーン・ソング

### DVD（初回生産限定盤のみ）
2017.10.26 東京国際フォーラム ホールA LIVE
1. Answer
2. Lovers
3. Summer Vacation
4. まいった
5. ここから見える景色
6. ふっかつのじゅもん
7. アイデンティティ

## 演奏[8]
- 片岡健太：Vocal, Guitar & Chorus
- 黒田隼之介
  - Guitar
  - Chorus (#4)
- 小川貴之
  - Piano (#1)
  - Keyboards (#2.3)
  - Organ, Chorus (#4)
- 荒井智之
  - Drums
  - Chorus (#4)
- 鳥越啓介：Bass (#1.2)
- 泉本弘美：Chorus
- Nona*：Tambourine,  Timpani, Glockenspiel, Xylophone (#1)
- CHICAストリングス：Strings (#1) 
  - CHICA：1st Violin
  - 吉田翔平：2nd Violin
  - 細川亜維子：Viola
  - 篠崎由紀：Cello
- 山口寛雄：Bass (#3)
- 鈴木正人：Bass (#4)
- 三浦太郎 (フレンズ)：Chorus (#4)
- 桑迫陽一：Tambourine, Tree Chime (#4)
- 村上基 (GENTLE FOREST JAZZ BAND)：Trumpet (#4)
- ジェントル久保田 (GENTLE FOREST JAZZ BAND)：Trombone (#4)
- 後関好宏：Sax (#4)

## カバー
フィクション
- 黒沢ともよ - 2020年に「ツイキャス」のブランドムービーにてカバー。[9]
- 荒木比奈（田辺留依） - 2022年に「アイドルマスター シンデレラガールズ スターライトステージ」にてカバー。
- Poppin'Party［戸山香澄（愛美）］ - 2025年に「バンドリ! ガールズバンドパーティ!」にてカバー。